# 24K Magic World Tour
24K Magic World Tour foi a terceira turnê musical do cantor estadunidense Bruno Mars, feita em suporte de seu terceiro álbum de estúdio 24K Magic (2016). A turnê teve início em 28 de março de 2017 no Sportpaleis, na Antuérpia, Bélgica, e estava prevista terminar em 27 de outubro de 2018 no Staples Center em Los Angeles, Estados Unidos.

## Antecedentes e anúncio
Em 15 de novembro de 2016, Mars anunciou uma turnê em divulgação ao seu terceiro disco 24K Magic, que viria a ser lançado três dias depois. Promovida pela Live Nation Entertainment, a digressão, intitulada 24K Magic World Tour, contaria com 85 shows, espalhados pela Europa e pela América do Norte. A primeira etapa, passando pelo continente europeu, teria começo em 28 de março de 2017 no Sportpaleis, na Antuérpia, Bélgica, terminando em 15 de junho de 2017 no Mediolanum Forum em Milão, Itália. A fase norte-americana seria a segunda da digressão e passaria por mais de 45 cidades nos Estados Unidos e Canadá, começando em 15 de julho na T-Mobile Arena, em Las Vegas, Nevada, e terminando em 11 de novembro no The Forum, em Inglewood, Califórnia. Em nota enviada à imprensa, foi constatado que os que adquirissem o CD na pré-venda também teriam direito a uma venda antecipada dos ingressos, com a venda ao público geral começando apenas em 21 de novembro.
Após o início da venda ao público geral, mais de um milhão de ingressos foram vendidos em 24 horas, de acordo com a Live Nation. Isso levou ao acréscimo de novos 15 concertos, trazendo um total de cem apresentações ao itinerário da turnê. As novas apresentações na Europa incluíram mais um show no Sportpaleis na Antuérpia, Bélgica, no The SSE Hydro, em Glasgow, Escócia, na Barclaycard Arena, em Birmingham, Inglaterra, na Manchester Arena, em Manchester, Inglaterra, no Ziggo Dome em Amsterdã, Países Baixos, e na AccorHotels Arena em Paris, França, além de mais duas na The O2 Arena em Londres, Inglaterra. Na América do Norte, as novas adições incluíram mais uma no SAP Center em San José, Califórnia, na Rogers Arena em Vancouver, Canadá, no Madison Square Garden em Nova Iorque e no TD Garden em Boston — ambas nos Estados Unidos. Em 2 de maio de 2017, Mars confirmou a passagem da turnê pelo Brasil — sua primeira visita ao país desde 2012 —, apresentando dois shows: um no Estádio do Morumbi em São Paulo e um na Praça da Apoteose no Rio de Janeiro. Assim como ocorrido anteriormente, duas novas datas — uma em cada cidade — foram acrescentadas ao itinerário devido ao esgotamento rápido dos ingressos.

## Repertório
O repertório abaixo é constituído do show feito em 3 de abril de 2017 no WiZink Center em Madrid, Espanha, não sendo representativo de todos os concertos.
1. "Finesse"
2. "24K Magic"
3. "Treasure"
4. "Perm"
5. "Calling All My Lovelies"
6. "Chunky"
7. "That's What I Like"
8. "Straight Up & Down"
9. "Versace on the Floor"
10. "Marry You"
11. "Runaway Baby"
12. "When I Was Your Man"
13. "Grenade"
14. "Locked Out of Heaven"
15. "Just the Way You Are"
16. "Uptown Funk"
17. "Too Good to Say Goodbye"

## Datas
| Data                      | Cidade            | País            | Local                              | Ato(s) de abertura    | Público                       | Receita         |
| Parte 1: Europa           | Parte 1: Europa   | Parte 1: Europa | Parte 1: Europa                    | Parte 1: Europa       | Parte 1: Europa               | Parte 1: Europa |
| ------------------------- | ----------------- | --------------- | ---------------------------------- | --------------------- | ----------------------------- | --------------- |
| 28 de março de 2017       | Antuérpia         | Bélgica         | Sportpaleis                        | Anderson Paak         | 42,710 / 43,512 (99.9%)       | US$ 3,156,750   |
| 29 de março de 2017       | Antuérpia         | Bélgica         | Sportpaleis                        | Anderson Paak         | 42,710 / 43,512 (99.9%)       | US$ 3,156,750   |
| 31 de março de 2017       | Lille             | França          | Stade Pierre-Mauroy                | Anderson Paak         | 28,262 / 28,262 (100%)        | US$ 1,690,680   |
| 3 de abril de 2017        | Madrid            | Espanha         | WiZink Center                      | Anderson Paak         | 15,565 / 15,565 (100%)        | US$ 1,229,934   |
| 4 de abril de 2017        | Lisboa            | Portugal        | MEO Arena                          | Anderson Paak         | 19,524 / 19,524 (100%)        | US$ 1,113,187   |
| 7 de abril de 2017        | Barcelona         | Espanha         | Palau Sant Jordi                   | Anderson Paak         | 17,909 / 17,909 (100%)        | US$ 1,448,830   |
| 8 de abril de 2017        | Montpellier       | França          | Park&Suites Arena                  | Anderson Paak         | 13,192 / 13,192 (100%)        | US$ 875,999     |
| 10 de abril de 2017       | Colônia           | Alemanha        | Lanxess Arena                      | Anderson Paak         | 15,916 / 15,916 (100%)        | US$ 1,016,492   |
| 12 de abril de 2017       | Glasgow           | Escócia         | The SSE Hydro                      | Anderson Paak         | 24,640 / 24,920 (99.1%)       | US$ 1,978,040   |
| 13 de abril de 2017       | Glasgow           | Escócia         | The SSE Hydro                      | Anderson Paak         | 24,640 / 24,920 (99.1%)       | US$ 1,978,040   |
| 15 de abril de 2017       | Liverpool         | Inglaterra      | Echo Arena                         | Anderson Paak         | 10,921 / 10,921 (100%)        | US$ 915,179     |
| 18 de abril de 2017       | Londres           | Inglaterra      | The O2 Arena                       | Anderson Paak         | 71,135 / 71,135 (100%)        | US$ 6,376,770   |
| 19 de abril de 2017       | Londres           | Inglaterra      | The O2 Arena                       | Anderson Paak         | 71,135 / 71,135 (100%)        | US$ 6,376,770   |
| 21 de abril de 2017       | Londres           | Inglaterra      | The O2 Arena                       | Anderson Paak         | 71,135 / 71,135 (100%)        | US$ 6,376,770   |
| 22 de abril de 2017       | Londres           | Inglaterra      | The O2 Arena                       | Anderson Paak         | 71,135 / 71,135 (100%)        | US$ 6,376,770   |
| 24 de abril de 2017       | Birmingham        | Inglaterra      | Barclaycard Arena                  | Anderson Paak         | 29,598 / 29,598 (100%)        | US$ 2,479,958   |
| 25 de abril de 2017       | Birmingham        | Inglaterra      | Barclaycard Arena                  | Anderson Paak         | 29,598 / 29,598 (100%)        | US$ 2,479,958   |
| 27 de abril de 2017       | Nottingham        | Inglaterra      | Motorpoint Arena                   | Anderson Paak         | 9,979 / 9,979 (100%)          | US$ 868,980     |
| 29 de abril de 2017       | Dublin            | Irlanda         | 3Arena                             | Anderson Paak         | 25,464 / 25,464 (100%)        | US$ 1,824,465   |
| 30 de abril de 2017       | Dublin            | Irlanda         | 3Arena                             | Anderson Paak         | 25,464 / 25,464 (100%)        | US$ 1,824,465   |
| 2 de maio de 2017         | Manchester        | Inglaterra      | Manchester Arena                   | Anderson Paak         | 33,110 / 33,604 (99.4%)       | US$ 2,561,210   |
| 3 de maio de 2017         | Manchester        | Inglaterra      | Manchester Arena                   | Anderson Paak         | 33,110 / 33,604 (99.4%)       | US$ 2,561,210   |
| 5 de maio de 2017         | Leeds             | Inglaterra      | First Direct Arena                 | Anderson Paak         | 11,636 / 11,636 (100%)        | US$ 957,285     |
| 6 de maio de 2017         | Sheffield         | Inglaterra      | Sheffield Arena                    | Anderson Paak         | 13,541 / 13,541 (100%)        | US$ 1,166,841   |
| 9 de maio de 2017         | Amsterdã          | Países Baixos   | Ziggo Dome                         | Anderson Paak         | 34,320 / 34,320 (100%)        | US$ 2,568,374   |
| 10 de maio de 2017        | Amsterdã          | Países Baixos   | Ziggo Dome                         | Anderson Paak         | 34,320 / 34,320 (100%)        | US$ 2,568,374   |
| 12 de maio de 2017        | Zurique           | Suíça           | Hallenstadion                      | Anderson Paak         | 13,888 / 13,888 (100%)        | US$ 1,356,400   |
| 14 de maio de 2017        | Munique           | Alemanha        | Olympiahalle                       | Anderson Paak         | 13,005 / 13,005 (100%)        | US$ 1,065,795   |
| 17 de maio de 2017        | Hamburgo          | Alemanha        | Barclaycard Arena                  | Anderson Paak         | 13,570 / 13,930 (99.8%)       | US$ 914,401     |
| 18 de maio de 2017        | Copenhagen        | Dinamarca       | Royal Arena                        | Anderson Paak         | 15,771 / 15,771 (100%)        | US$ 1,361,962   |
| 20 de maio de 2017        | Estocolmo         | Suécia          | Ericsson Globe                     | Anderson Paak         | 14,688 / 14,688 (100%)        | US$ 939,321     |
| 22 de maio de 2017        | Helsinque         | Finlândia       | Hartwall Arena                     | Anderson Paak         | 12,980 / 12,980 (100%)        | US$ 1,005,869   |
| 24 de maio de 2017        | Oslo              | Noruega         | Telenor Arena                      | Anderson Paak         | 22,356 / 22,356 (100%)        | US$ 1,693,662   |
| 26 de maio de 2017        | Berlim            | Alemanha        | Mercedes-Benz Arena                | Anderson Paak         | 14,066 / 14,066 (100%)        | US$ 1,041,406   |
| 27 de maio de 2017        | Cracóvia          | Polônia         | Tauron Arena                       | Anderson Paak         | 18,528 / 18,528 (100%)        | US$ 1,137,510   |
| 30 de maio de 2017        | Budapeste         | Hungria         | Budapest Sports Arena              | Anderson Paak         | 13,871 / 13,871 (100%)        | US$ 791,265     |
| 1º de junho de 2017       | Frankfurt         | Alemanha        | Festhalle                          | Anderson Paak         | 11,841 / 11,841 (100%)        | US$ 1,012,542   |
| 3 de junho de 2017        | Viena             | Áustria         | Wiener Stadthalle                  | Anderson Paak         | 13,827 / 13,827 (100%)        | US$ 1,022,548   |
| 5 de junho de 2017        | Paris             | França          | AccorHotels Arena                  | Anderson Paak         | 33,608 / 33,608 (100%)        | US$ 2,900,545   |
| 6 de junho de 2017        | Paris             | França          | AccorHotels Arena                  | Anderson Paak         | 33,608 / 33,608 (100%)        | US$ 2,900,545   |
| 8 de junho de 2017        | Lyon              | França          | Halle Tony Garnier                 | Anderson Paak         | 16,235 / 16,235 (100%)        | US$ 1,015,647   |
| 12 de junho de 2017       | Bolonha           | Itália          | Unipol Arena                       | Anderson Paak         | 14,246 / 14,246 (100%)        | US$ 850,732     |
| 14 de junho de 2017       | Genebra           | Suíça           | SEG Geneva Arena                   | Anderson Paak         | 7,343 / 7,343 (100%)          | US$ 1,291,296   |
| 15 de junho de 2017       | Milão             | Itália          | Mediolanum Forum                   | Anderson Paak         | 11,172 / 11,172 (100%)        | US$ 792,759     |
| Parte 2: América do Norte |                   |                 |                                    |                       |                               |                 |
| 15 de julho de 2017       | Las Vegas         | Estados Unidos  | T-Mobile Arena                     | Jabbawockeez          | 16,556 / 16,556 (100%)        | US$ 1,947,649   |
| 18 de julho de 2017       | Sacramento        | Estados Unidos  | Golden 1 Center                    | Jabbawockeez          | 15,170 / 15,170 (100%)        | US$ 1,586,433   |
| 20 de julho de 2017       | San José          | Estados Unidos  | SAP Center                         | Camila Cabello        | 28,444 / 28,444 (100%)        | US$ 3,673,031   |
| 21 de julho de 2017       | San José          | Estados Unidos  | SAP Center                         | Camila Cabello        | 28,444 / 28,444 (100%)        | US$ 3,673,031   |
| 23 de julho de 2017       | Portland          | Estados Unidos  | Moda Center                        | Camila Cabello        | 15,417 / 15,417 (100%)        | US$ 1,655,665   |
| 24 de julho de 2017       | Tacoma            | Estados Unidos  | Tacoma Dome                        | Camila Cabello        | 19,454 / 19,454 (100%)        | US$ 1,746,589   |
| 26 de julho de 2017       | Vancouver         | Canadá          | Rogers Arena                       | Camila Cabello        | 31,005 / 31,005 (100%)        | US$ 3,430,130   |
| 27 de julho de 2017       | Vancouver         | Canadá          | Rogers Arena                       | Camila Cabello        | 31,005 / 31,005 (100%)        | US$ 3,430,130   |
| 30 de julho de 2017       | Edmonton          | Canadá          | Rogers Place                       | Camila Cabello        | 29,301 / 29,301 (100%)        | US$ 2,957,232   |
| 31 de julho de 2017       | Edmonton          | Canadá          | Rogers Place                       | Camila Cabello        | 29,301 / 29,301 (100%)        | US$ 2,957,232   |
| 2 de agosto de 2017       | Winnipeg          | Canadá          | Bell MTS Place                     | Camila Cabello        | 12,712 / 12,712 (100%)        | US$ 1,395,447   |
| 4 de agosto de 2017       | Fargo             | Estados Unidos  | Fargodome                          | Camila Cabello        | 18,489 / 18,489 (100%)        | US$ 1,850,542   |
| 5 de agosto de 2017       | Saint Paul        | Estados Unidos  | Xcel Energy Center                 | Camila Cabello        | 16,350 / 16,350 (100%)        | US$ 1,905,256   |
| 7 de agosto de 2017       | Lincoln           | Estados Unidos  | Pinnacle Bank Arena                | Camila Cabello        | 14,105 / 14,105 (100%)        | US$ 1,518,410   |
| 9 de agosto de 2017       | Kansas City       | Estados Unidos  | Sprint Center                      | Camila Cabello        | 15,154 / 15,154 (100%)        | US$ 1,660,106   |
| 12 de agosto de 2017      | Auburn Hills      | Estados Unidos  | The Palace of Auburn Hills         | Camila Cabello        | 16,013 / 16,013 (100%)        | US$ 1,936,194   |
| 13 de agosto de 2017      | Indianápolis      | Estados Unidos  | Bankers Life Fieldhouse            | Camila Cabello        | 15,112 / 15,112 (100%)        | US$ 1,635,885   |
| 15 de agosto de 2017      | Cleveland         | Estados Unidos  | Quicken Loans Arena                | Camila Cabello        | 17,103 / 17,103 (100%)        | US$ 1,827,568   |
| 16 de agosto de 2017      | Chicago           | Estados Unidos  | United Center                      | Camila Cabello        | 47,942 / 47,942 (100%)        | US$ 6,347,950   |
| 18 de agosto de 2017      | Chicago           | Estados Unidos  | United Center                      | Camila Cabello        | 47,942 / 47,942 (100%)        | US$ 6,347,950   |
| 19 de agosto de 2017      | Chicago           | Estados Unidos  | United Center                      | Camila Cabello        | 47,942 / 47,942 (100%)        | US$ 6,347,950   |
| 22 de agosto de 2017      | Pittsburgh        | Estados Unidos  | PPG Paints Arena                   | Camila Cabello        | 15,776 / 15,776 (100%)        | US$ 1,761,947   |
| 24 de agosto de 2017      | Quebec City       | Canadá          | Videotron Centre                   | N/A                   | 15,099 / 15,099 (100%)        | US$ 1,177,600   |
| 26 de agosto de 2017      | Toronto           | Canadá          | Air Canada Centre                  | N/A                   | 33,488 / 33,488 (100%)        | US$ 3,896,194   |
| 27 de agosto de 2017      | Toronto           | Canadá          | Air Canada Centre                  | N/A                   | 33,488 / 33,488 (100%)        | US$ 3,896,194   |
| 29 de agosto de 2017      | Montreal          | Canadá          | Bell Centre                        | N/A                   | 34,000 / 34,000 (100%)        | US$ 3,480,770   |
| 30 de agosto de 2017      | Montreal          | Canadá          | Bell Centre                        | N/A                   | 34,000 / 34,000 (100%)        | US$ 3,480,770   |
| 2 de setembro de 2017     | Las Vegas         | Estados Unidos  | The Park Theater                   | N/A                   | 10,505 / 10,505 (100%)        | US$ 2,153,264   |
| 3 de setembro de 2017     | Las Vegas         | Estados Unidos  | The Park Theater                   | N/A                   | 10,505 / 10,505 (100%)        | US$ 2,153,264   |
| 14 de setembro de 2017    | Charlotte         | Estados Unidos  | Spectrum Center                    | Dua Lipa              | 15,931 / 15,931 (100%)        | US$ 1,766,253   |
| 16 de setembro de 2017    | Atlanta           | Estados Unidos  | Piedmont Park                      | —                     | —                             | —               |
| 17 de setembro de 2017    | Memphis           | Estados Unidos  | FedExForum                         | Dua Lipa              | 14,815 / 14,815 (100%)        | US$ 1,597,428   |
| 19 de setembro de 2017    | Louisville        | Estados Unidos  | KFC Yum! Center                    | Dua Lipa              | 18,176 / 18,176 (100%)        | US$ 1,911,793   |
| 20 de setembro de 2017    | Columbus          | Estados Unidos  | Schottenstein Center               | Dua Lipa              | 15,288 / 15,288 (100%)        | US$ 1,718,528   |
| 22 de setembro de 2017    | Nova Iorque       | Estados Unidos  | Madison Square Garden              | Dua Lipa              | 31,318 / 31,318 (100%)        | US$ 4,120,197   |
| 23 de setembro de 2017    | Nova Iorque       | Estados Unidos  | Madison Square Garden              | Dua Lipa              | 31,318 / 31,318 (100%)        | US$ 4,120,197   |
| 26 de setembro de 2017    | Newark            | Estados Unidos  | Prudential Center                  | Dua Lipa              | 14,625 / 14,625 (100%)        | US$ 1,820,526   |
| 27 de setembro de 2017    | Buffalo           | Estados Unidos  | KeyBank Center                     | Dua Lipa              | 15,984 / 15,984 (100%)        | US$ 1,684,265   |
| 29 de setembro de 2017    | Washington, D.C.  | Estados Unidos  | Capital One Arena                  | Dua Lipa              | 31,487 / 31,487 (100%)        | US$ 4,180,239   |
| 30 de setembro de 2017    | Washington, D.C.  | Estados Unidos  | Capital One Arena                  | Dua Lipa              | 31,487 / 31,487 (100%)        | US$ 4,180,239   |
| 4 de outubro de 2017      | Brooklyn          | Estados Unidos  | Barclays Center                    | Jorja Smith           | 15,370 / 15,370 (100%)        | US$ 1,898,099   |
| 5 de outubro de 2017      | Uniondale         | Estados Unidos  | Nassau Veterans Memorial Coliseum  | Jorja Smith           | 13,052 / 13,052 (100%)        | US$ 1,626,154   |
| 7 de outubro de 2017      | Boston            | Estados Unidos  | TD Garden                          | Jorja Smith           | 28,839 / 28,839 (100%)        | US$ 3,695,807   |
| 8 de outubro de 2017      | Boston            | Estados Unidos  | TD Garden                          | Jorja Smith           | 28,839 / 28,839 (100%)        | US$ 3,695,807   |
| 10 de outubro de 2017     | Filadélfia        | Estados Unidos  | Wells Fargo Center                 | Jorja Smith           | 16,555 / 16,555 (100%)        | US$ 2,086,312   |
| 12 de outubro de 2017     | Raleigh           | Estados Unidos  | PNC Arena                          | Jorja Smith           | 15,541 / 15,541 (100%)        | US$ 1,819,506   |
| 14 de outubro de 2017     | Orlando           | Estados Unidos  | Amway Center                       | Jorja Smith           | 14,067 / 14,067 (100%)        | US$ 1,532,415   |
| 15 de outubro de 2017     | Sunrise           | Estados Unidos  | BB&T Center                        | Jorja Smith           | 15,012 / 15,012 (100%)        | US$ 1,941,593   |
| 18 de outubro de 2017     | Miami             | Estados Unidos  | American Airlines Arena            | Jorja Smith           | 15,190 / 15,190 (100%)        | US$ 2,036,300   |
| 19 de outubro de 2017     | Tampa             | Estados Unidos  | Amalie Arena                       | Jorja Smith           | 15,494 / 15,494 (100%)        | US$ 1,737,059   |
| 21 de outubro de 2017     | Nova Orleans      | Estados Unidos  | Smoothie King Center               | Jorja Smith           | 15,056 / 15,056 (100%)        | US$ 1,656,475   |
| 22 de outubro de 2017     | North Little Rock | Estados Unidos  | Verizon Arena                      | Jorja Smith           | 15,806 / 15,806 (100%)        | US$ 1,573,424   |
| 24 de outubro de 2017     | Houston           | Estados Unidos  | Toyota Center                      | Jorja Smith           | 13,529 / 13,529 (100%)        | US$ 1,805,759   |
| 25 de outubro de 2017     | San Antonio       | Estados Unidos  | AT&T Center                        | Jorja Smith           | 15,710 / 15,710 (100%)        | US$ 1,751,972   |
| 27 de outubro de 2017     | Dallas            | Estados Unidos  | American Airlines Center           | Jorja Smith           | 14,879 / 14,879 (100%)        | US$ 1,744,937   |
| 2 de novembro de 2017     | Fresno            | Estados Unidos  | Save Mart Center                   | Jorja Smith           | 12,730 / 12,730 (100%)        | US$ 1,427,143   |
| 3 de novembro de 2017     | Oakland           | Estados Unidos  | Oracle Arena                       | Jorja Smith           | 15,884 / 15,884 (100%)        | US$ 1,981,559   |
| 5 de novembro de 2017     | Phoenix           | Estados Unidos  | Talking Stick Resort Arena         | Jorja Smith           | 14,764 / 14,764 (100%)        | US$ 1,651,992   |
| 7 de novembro de 2017     | Inglewood         | Estados Unidos  | The Forum                          | Jorja Smith           | 61,893 / 61,893 (100%)        | US$ 8,420,015   |
| 8 de novembro de 2017     | Inglewood         | Estados Unidos  | The Forum                          | Jorja Smith           | 61,893 / 61,893 (100%)        | US$ 8,420,015   |
| 10 de novembro de 2017    | Inglewood         | Estados Unidos  | The Forum                          | Jorja Smith           | 61,893 / 61,893 (100%)        | US$ 8,420,015   |
| 11 de novembro de 2017    | Inglewood         | Estados Unidos  | The Forum                          | Jorja Smith           | 61,893 / 61,893 (100%)        | US$ 8,420,015   |
| Parte 3: América Latina   |                   |                 |                                    |                       |                               |                 |
| 18 de novembro de 2017    | Rio de Janeiro    | Brasil          | Praça da Apoteose                  | DNCE                  | 56,846 / 56,846 (100%)        | US$ 4,473,215   |
| 19 de novembro de 2017    | Rio de Janeiro    | Brasil          | Praça da Apoteose                  | DNCE                  | 56,846 / 56,846 (100%)        | US$ 4,473,215   |
| 22 de novembro de 2017    | São Paulo         | Brasil          | Estádio do Morumbi                 | DNCE                  | 83,437 / 83,437 (100%)        | US$ 6,763,624   |
| 23 de novembro de 2017    | São Paulo         | Brasil          | Estádio do Morumbi                 | DNCE                  | 83,437 / 83,437 (100%)        | US$ 6,763,624   |
| 25 de novembro de 2017    | La Plata          | Argentina       | Estádio Ciudad de La Plata         | DNCE                  | 49,204 / 49,204 (100%)        | US$ 5,060,415   |
| 28 de novembro de 2017    | Santiago          | Chile           | Estádio Nacional de Chile          | DNCE                  | 67,648 / 67,648 (100%)        | US$ 6,026,346   |
| 30 de novembro de 2017    | Lima              | Peru            | Estadio Nacional de Lima           | DNCE                  | 41,493 / 41,493 (100%)        | US$ 4,592,487   |
| 2 de dezembro de 2017     | Quito             | Equador         | Estádio Olímpico Atahualpa         | DNCE                  | 31,295 / 31,295 (100%)        | US$ 3,563,518   |
| 5 de dezembro de 2017     | Bogotá            | Colômbia        | Estádio El Campín                  | DNCE                  | 40,468 / 40,468 (100%)        | US$ 4,170,179   |
| 5 de dezembro de 2017     | San José          | Costa Rica      | Estádio Nacional da Costa Rica     | DNCE                  | 38,052 / 38,052 (100%)        | US$ 2,831,903   |
| América do Norte          |                   |                 |                                    |                       |                               |                 |
| 20 de dezembro de 2017    | National Harbor   | Estados Unidos  | The Theater at MGM National Harbor | N/A                   | 5,498 / 5,498 (100%)          | US$ 1,354,000   |
| 21 de dezembro de 2017    | National Harbor   | Estados Unidos  | The Theater at MGM National Harbor | N/A                   | 5,498 / 5,498 (100%)          | US$ 1,354,000   |
| 30 de dezembro de 2017    | Las Vegas         | Estados Unidos  | The Park Theater                   | N/A                   | 10,292 / 10,292 (100%)        | US$ 2,737,700   |
| 31 de dezembro de 2017    | Las Vegas         | Estados Unidos  | The Park Theater                   | N/A                   | 10,292 / 10,292 (100%)        | US$ 2,737,700   |
| América Latina            |                   |                 |                                    |                       |                               |                 |
| 31 de janeiro de 2018     | Monterrey         | México          | Estádio Universitario              | Bebe Rexha Nick Jonas | N/A                           | N/A             |
| 2 de fevereiro de 2018    | Cidade do México  | México          | Foro Sol                           | Bebe Rexha Nick Jonas | N/A                           | N/A             |
| 3 de fevereiro de 2018    | Cidade do México  | México          | Foro Sol                           | Bebe Rexha Nick Jonas | N/A                           | N/A             |
| 5 de fevereiro de 2018    | Guadalajara       | México          | Estádio Chivas                     | Bebe Rexha Nick Jonas | N/A                           | N/A             |
| América do Norte          |                   |                 |                                    |                       |                               |                 |
| 14 de fevereiro de 2018   | Las Vegas         | Estados Unidos  | The Park Theater                   | N/A                   | 15,540 /15,540 (100%)         | US$ 3,268,489   |
| 16 de fevereiro de 2018   | Las Vegas         | Estados Unidos  | The Park Theater                   | N/A                   | 15,540 /15,540 (100%)         | US$ 3,268,489   |
| 17 de fevereiro de 2018   | Las Vegas         | Estados Unidos  | The Park Theater                   | N/A                   | 15,540 /15,540 (100%)         | US$ 3,268,489   |
| 19 de fevereiro de 2018   | Las Vegas         | Estados Unidos  | The Park Theater                   | N/A                   | 5,059 / 5,142 (98.8%)         | US$ 1,086,230   |
| Oceania                   |                   |                 |                                    |                       |                               |                 |
| 27 de fevereiro de 2018   | Auckland          | Nova Zelândia   | Spark Arena                        | Dua Lipa              | N/A                           | N/A             |
| 28 de fevereiro 2018      | Auckland          | Nova Zelândia   | Spark Arena                        | Dua Lipa              | N/A                           | N/A             |
| 2 de março de 2018        | Auckland          | Nova Zelândia   | Spark Arena                        | Dua Lipa              | N/A                           | N/A             |
| 3 de março de 2018        | Auckland          | Nova Zelândia   | Spark Arena                        | Dua Lipa              | N/A                           | N/A             |
| 7 de março de 2018        | Melbourne         | Austrália       | Rod Laver Arena                    | Dua Lipa              | N/A                           | N/A             |
| 8 de março de 2018        | Melbourne         | Austrália       | Rod Laver Arena                    | Dua Lipa              | N/A                           | N/A             |
| 10 de março de 2018       | Melbourne         | Austrália       | Rod Laver Arena                    | Dua Lipa              | N/A                           | N/A             |
| 11 de março de 2018       | Melbourne         | Austrália       | Rod Laver Arena                    | Dua Lipa              | N/A                           | N/A             |
| 14 de março de 2018       | Brisbane          | Austrália       | Brisbane Entertainment Centre      | Dua Lipa              | N/A                           | N/A             |
| 15 de março de 2018       | Brisbane          | Austrália       | Brisbane Entertainment Centre      | Dua Lipa              | N/A                           | N/A             |
| 17 de março de 2018       | Sydney            | Austrália       | Qudos Bank Arena                   | Dua Lipa              | N/A                           | N/A             |
| 18 de março de 2018       | Sydney            | Austrália       | Qudos Bank Arena                   | Dua Lipa              | N/A                           | N/A             |
| 20 de março de 2018       | Sydney            | Austrália       | Qudos Bank Arena                   | Dua Lipa              | N/A                           | N/A             |
| 23 de março de 2018       | Sydney            | Austrália       | Qudos Bank Arena                   | Dua Lipa              | N/A                           | N/A             |
| 24 de março de 2018       | Sydney            | Austrália       | Qudos Bank Arena                   | Dua Lipa              | N/A                           | N/A             |
| 26 de março de 2018       | Adelaide          | Austrália       | Adelaide Entertainment Centre      | Dua Lipa              | N/A                           | N/A             |
| 28 de março de 2018       | Perth             | Austrália       | Perth Arena                        | Dua Lipa              | N/A                           | N/A             |
| 29 de março de 2018       | Perth             | Austrália       | Perth Arena                        | Dua Lipa              | N/A                           | N/A             |
| Ásia                      |                   |                 |                                    |                       |                               |                 |
| 11 de abril de 2018       | Saitama           | Japão           | Saitama Super Arena                | N/A                   | N/A                           | N/A             |
| 12 de abril de 2018       | Saitama           | Japão           | Saitama Super Arena                | N/A                   | N/A                           | N/A             |
| 14 de abril de 2018       | Saitama           | Japão           | Saitama Super Arena                | N/A                   | N/A                           | N/A             |
| 15 de abril de 2018       | Saitama           | Japão           | Saitama Super Arena                | N/A                   | N/A                           | N/A             |
| 17 de abril de 2018       | Taipei            | Taiwan          | Nangang Exhibition Center          | N/A                   | N/A                           | N/A             |
| 20 de abril de 2018       | Xangai            | China           | Mercedes-Benz Arena                | N/A                   | N/A                           | N/A             |
| 21 de abril de 2018       | Xangai            | China           | Mercedes-Benz Arena                | N/A                   | N/A                           | N/A             |
| 23 de abril de 2018       | Xangai            | China           | Mercedes-Benz Arena                | N/A                   | N/A                           | N/A             |
| 27 de abril de 2018       | Cotai             | Macau           | Cotai Arena                        | N/A                   | N/A                           | N/A             |
| 28 de abril de 2018       | Cotai             | Macau           | Cotai Arena                        | N/A                   | N/A                           | N/A             |
| 30 de abril de 2018       | Bangkok           | Tailândia       | IMPACT Arena                       | N/A                   | N/A                           | N/A             |
| 1º de maio de 2018        | Bangkok           | Tailândia       | IMPACT Arena                       | N/A                   | N/A                           | N/A             |
| 3 de maio de 2018         | Manila            | Filipinas       | Mall of Asia Arena                 | N/A                   | N/A                           | N/A             |
| 4 de maio de 2018         | Manila            | Filipinas       | Mall of Asia Arena                 | N/A                   | N/A                           | N/A             |
| 6 de maio de 2018         | Kallang           | Singapura       | Singapore Indoor Stadium           | N/A                   | N/A                           | N/A             |
| 7 de maio de 2018         | Kallang           | Singapura       | Singapore Indoor Stadium           | N/A                   | N/A                           | N/A             |
| 9 de maio de 2018         | Kuala Lumpur      | Malásia         | Axiata Arena                       | N/A                   | N/A                           | N/A             |
| 12 de maio de 2018        | Chek Lap Kok      | Hong Kong       | AsiaWorld–Expo Arena               | N/A                   | N/A                           | N/A             |
| 13 de maio de 2018        | Chek Lap Kok      | Hong Kong       | AsiaWorld–Expo Arena               | N/A                   | N/A                           | N/A             |
| América do Norte          |                   |                 |                                    |                       |                               |                 |
| 27 de maio de 2018        | Napa Valley       | Estados Unidos  | Napa Valley Expo                   | N/A                   | N/A                           | N/A             |
| Europa                    |                   |                 |                                    |                       |                               |                 |
| 16 de junho de 2018       | Werchter          | Bélgica         | Werchter Boutique                  | N/A                   | N/A                           | N/A             |
| 17 de junho de 2018       | Landgraaf         | Países Baixos   | Megaland Landgraaf                 | N/A                   | N/A                           | N/A             |
| 20 de junho de 2018       | Barcelona         | Espanha         | Estadi Olímpic Lluís Companys      | N/A                   | N/A                           | N/A             |
| 22 de junho de 2018       | Madrid            | Espanha         | Estádio Wanda Metropolitano        | N/A                   | N/A                           | N/A             |
| 24 de junho de 2018       | Lisboa            | Portugal        | Parque da Bela Vista               | N/A                   | N/A                           | N/A             |
| 30 de junho de 2018       | Paris             | França          | Stade de France                    | N/A                   | N/A                           | N/A             |
| 5 de julho de 2018        | Roskilde          | Dinamarca       | Animal Showgrounds                 | N/A                   | N/A                           | N/A             |
| 7 de julho de 2018        | Gdynia            | Polônia         | Gdynia-Kosakowo Airport            | N/A                   | N/A                           | N/A             |
| 10 de julho de 2018       | Glasgow           | Escócia         | Glasgow Green                      | Dua Lipa              | N/A                           | N/A             |
| 12 de julho de 2018       | Dublin            | Irlanda         | Marlay Park                        | N/A                   | N/A                           | N/A             |
| 14 de julho de 2018       | Londres           | Inglaterra      | Hyde Park                          | Khalid                | N/A                           | N/A             |
| América do Norte          |                   |                 |                                    |                       |                               |                 |
| 7 de setembro de 2018     | Denver            | Estados Unidos  | Pepsi Center                       | Cardi B               | N/A                           | N/A             |
| 8 de setembro de 2018     | Denver            | Estados Unidos  | Pepsi Center                       | Cardi B               | N/A                           | N/A             |
| 11 de setembro de 2018    | Saint Paul        | Estados Unidos  | Xcel Energy Center                 | Cardi B               | N/A                           | N/A             |
| 12 de setembro de 2018    | Saint Paul        | Estados Unidos  | Xcel Energy Center                 | Cardi B               | N/A                           | N/A             |
| 15 de setembro de 2018    | Detroit           | Estados Unidos  | Little Caesars Arena               | Cardi B               | N/A                           | N/A             |
| 16 de setembro de 2018    | Detroit           | Estados Unidos  | Little Caesars Arena               | Cardi B               | N/A                           | N/A             |
| 19 de setembro de 2018    | Filadélfia        | Estados Unidos  | Wells Fargo Center                 | Cardi B               | N/A                           | N/A             |
| 20 de setembro de 2018    | Filadélfia        | Estados Unidos  | Wells Fargo Center                 | Cardi B               | N/A                           | N/A             |
| 22 de setembro de 2018    | Toronto           | Canadá          | Air Canada Centre                  | Cardi B               | N/A                           | N/A             |
| 23 de setembro de 2018    | Toronto           | Canadá          | Air Canada Centre                  | Cardi B               | N/A                           | N/A             |
| 27 de setembro de 2018    | Boston            | Estados Unidos  | TD Garden                          | Cardi B               | N/A                           | N/A             |
| 28 de setembro de 2018    | Boston            | Estados Unidos  | TD Garden                          | Cardi B               | N/A                           | N/A             |
| 1º de outubro de 2018     | Newark            | Estados Unidos  | Prudential Center                  | Cardi B               | N/A                           | N/A             |
| 2 de outubro de 2018      | Newark            | Estados Unidos  | Prudential Center                  | Cardi B               | N/A                           | N/A             |
| 4 de outubro de 2018      | Brooklyn          | Estados Unidos  | Barclays Center                    | Cardi B               | N/A                           | N/A             |
| 5 de outubro de 2018      | Brooklyn          | Estados Unidos  | Barclays Center                    | Cardi B               | N/A                           | N/A             |
| 7 de outubro de 2018      | Nashville         | Estados Unidos  | Bridgestone Arena                  | Cardi B               | N/A                           | N/A             |
| 8 de outubro de 2018      | Nashville         | Estados Unidos  | Bridgestone Arena                  | Cardi B               | N/A                           | N/A             |
| 11 de outubro de 2018     | Tulsa             | Estados Unidos  | BOK Center                         | Cardi B               | N/A                           | N/A             |
| 12 de setembro de 2018    | Tulsa             | Estados Unidos  | BOK Center                         | Cardi B               | N/A                           | N/A             |
| 14 de outubro de 2018     | Dallas            | Estados Unidos  | American Airlines Center           | Cardi B               | N/A                           | N/A             |
| 15 de outubro de 2018     | Dallas            | Estados Unidos  | American Airlines Center           | Cardi B               | N/A                           | N/A             |
| 20 de outubro de 2018     | Austin            | Estados Unidos  | Circuit of the Americas            | Cardi B               | N/A                           | N/A             |
| 23 de outubro de 2018     | Los Angeles       | Estados Unidos  | Staples Center                     | Cardi B               | N/A                           | N/A             |
| 24 de outubro de 2018     | Los Angeles       | Estados Unidos  | Staples Center                     | Cardi B               | N/A                           | N/A             |
| 26 de outubro de 2018     | Los Angeles       | Estados Unidos  | Staples Center                     | Cardi B               | N/A                           | N/A             |
| 27 de outubro de 2018     | Los Angeles       | Estados Unidos  | Staples Center                     | Cardi B               | N/A                           | N/A             |
| Total                     | Total             | Total           | Total                              | Total                 | 2,047,729 / 2,049,728 (99.6%) | US$ 207,079,313 |

### Apresentações canceladas
| Data               | Cidade     | País     | Local        | Motivo               |
| ------------------ | ---------- | -------- | ------------ | -------------------- |
| 2 de julho de 2018 | Düsseldorf | Alemanha | Esprit Arena | Problemas logísticos |